# Croque-monsieur (pièce de théâtre)
Croque-monsieur est une pièce de théâtre de Marcel Mithois créée au théâtre Saint-Georges le 2 mars 1964.
De nombreuses représentations ont eu lieu avec notamment Jacqueline Maillan, Suzy Delair, Isabelle Mergault, Marthe Villalonga ou Fanny Ardant dans le rôle principal.

## Théâtre Saint-Georges,1964
- Mise en scène : Jean-Pierre Grenier
- Décors : Roger Harth
- Personnages et interprètes :
  - Coco Baisos : Jacqueline Maillan
  - Auguste : Hubert Deschamps
  - Anna-Maria : Annie Sinigalia
  - Anatole Longvy : Henri Virlogeux
  - M. Becot : Jacques Dynam
  - Jean : Jean-Pierre Delage
  - Maggy Fauchois : Françoise Engel
  - Nicolas : Claude Leblond
  - L'ambassadeur : René Marc
  - Pascal de Vontauban : Mike Marshall
  - Mlle Valérie : Noëlle Musard

Le spectacle est repris en 1966 au théâtre des Ambassadeurs avec Annette Pavy (Anna-Maria), Bernard Lajarrige (Anatole Longvy) et Michel Rocher (Pascal de Vontauban). Le reste de la distribution est inchangé. 
La pièce est reprise en 1967 (tournée Charles Baret), toujours mise en scène par Jean-Pierre Grenier, avec une nouvelle distribution : Suzy Delair (Coco Baisos), Gérard Darman (Jean) ; Michel Parier (Auguste), Françoise Ribeyra (Anna-Maria), Jean-Pierre Savinaud (Nicolas), Micheline Valmonde (Maggy Fauchois), Jacques Gheusi (Anatole Longvy), Marie-Pierre Casey (Mademoiselle Valérie), Jacques Valois (Monsieur Bécot), Roland Giraud (Pascal de Vontauban), et René Rembert (L'ambassadeur).

## Théâtre Saint-Georges,1974
- Mise en scène : Jean-Pierre Grenier
- Décors : Roger Harth
- Personnages et interprètes :
  - Coco Baisos : Jacqueline Maillan
  - Auguste : Philippe Castelli
  - Anna-Maria : Mireille Delcroix
  - Anatole Longvy : Alain Mottet
  - M. Becot : Jacques Dynam
  - Jean : Jean-Pierre Delage
  - Maggy Fauchois : Julia Dancourt
  - Nicolas : François Merlet
  - L'ambassadeur : Nono Zammit
  - Pascal de Vontauban : Didier Valmont, Jean-Jacques Durand
  - Mlle Valérie : Alix Mahieux

## Version télévisée pourAntenne 2,1984
- Mise en scène : Yannick Andréi
- Chef décorateur : Pierre Peytavi
- Créatrice de costumes : Huguette Chasseloup
- Producteur exécutif : SFP
- Unité de programme : Marc de Flores
- Personnages et interprètes :
  - Coco Baisos : Jacqueline Maillan
  - Auguste : Jacques Jouanneau
  - Anna-Maria : Isabelle Texier
  - Anatole Longvy : Henri Virlojeux
  - M. Becot : Jacques Dynam
  - Jean : Jean-Pierre Delage
  - Maggy Fauchois : Odile Mallet
  - Nicolas : Stéphane Freiss
  - L'ambassadeur : Jean Antonilos
  - Pascal de Vontauban : Didier Raymond
  - Mlle Valérie : Annick Alane

## Théâtre des Variétés,2008
Du 24 janvier au 15 juin 2008 au théâtre des Variétés
- Mise en scène : Alain Sachs
- Décors : Jacques Voizot et Alain Sachs
- Costumes : Pascale Bordet
- Lumières : Philippe Quillet
- Musique : Patrice Peyrieras
- Personnages et interprètes :
  - Coco Baisos : Isabelle Mergault
  - Anatole Longvy : Alain Sachs
  - Jean : Michel Crémadès
  - Auguste : Julien Cafaro
  - Anna-Maria : Anne-Sophie Germanaz
  - Nicolas : Tom Morton
  - Maggy Fauchois : Isabelle Tanakil
  - Mlle Valérie : Tadrina Hocking
  - M. Becot : Christian Sinniger
  - Pascal de Vontauban : Lannick Gautry

## Théâtre Tête d'Or,2012
Du 17 mars au 22 mai 2012 au théâtre Tête d'Or Lyon
- Production : Artemis Diffusion (Paris)
- Mise en scène : Didier Caron
- Scénographie : Stéphanie Jarre
- Costumes : Christine Guégan
- Lumières : Gaëlle de Malglaive
- Musique : François Peyroni
- Assistant à la mise en scène : Laury André
- Accessoires : Nils Zachariasen

- Personnages et interprètes :
  - Coco Baisos : Marthe Villalonga
  - Auguste : Alain Blazquez
  - Jean : Christian Minakian
  - Maggy Fauchois : Laurence Pierre
  - Nicolas : Matthieu Birken
  - Anna-Maria : Myriam Le Chanoine
  - Anatole Longvy : Philippe Saïd
  - M. Bécot : Fabrice Talon
  - Le mort / L'ambassadeur : Marc Feuillet
  - Melle Valérie : Monique Millot

Pascal de Vontauban : Pascal Gimenez

## Théâtre de la Michodière,2016
Du 6 septembre au 12 novembre 2016 au théâtre de la Michodière
- Mise en scène : Thierry Klifa
- Décors : Emmanuelle Duplay
- Costumes : Anne Schotte
- Lumières : Julien Hirsch
- Musique : Alex Beaupain
- Personnages et interprètes :
  - Coco Baisos : Fanny Ardant
  - Anatole Longvy : Bernard Menez
  - Maggy Fauchois : Vittoria Scognamiglio
  - M. Becot / l'ambassadeur : Michaël Cohen
  - Anna-Maria / Mlle Valérie : Julia Faure
  - Nicolas / Pascal de Vontauban : Jean-Baptiste Lafarge
  - Jean : Sébastien Houbani
  - Auguste : Pierre Rochefort